# 桂翔丸
桂 翔丸（かつら しょうまる、1980年10月2日 - ）は、落語芸術協会に所属する落語家。桂幸丸門下の真打。本名は渡辺 敏。

## 経歴
1980年10月、福島県須賀川市（旧岩瀬村）出身。立正大学国文学科卒業。
2009年4月、桂幸丸に入門し前座となる。なお、幸丸とは再従兄弟の関係にあり、入門に至るまで色々と相談に乗ってもらっていたという。
2013年5月、二ツ目昇進。
2023年5月1日より春風亭吉好、柳亭明楽とともに真打に昇進。

## 芸歴
- 2009年4月 - 桂幸丸に入門、前座となり「翔丸」を名乗る。
- 2013年5月 - 二ツ目昇進。
- 2023年5月 - 真打昇進。

## 人物
趣味は読書。
兄が2人、妹が1人いる。